# Trond Erik Bertelsen
Trond Erik Bertelsen est un footballeur norvégien, né le 5 juin 1984 à Sandnes en Norvège. Il évolue comme arrière gauche.

## Sélection nationale
Trond Erik Bertelsen obtient sa première sélection le 25 janvier 2006 contre le Mexique lors d'un match amical à San Francisco que les Norvégiens perdent (1-2).
Après avoir été sélectionné à trois reprises en 2006, il ne fait son retour en sélection qu'en 2009 pour deux nouvelles capes.
Sur ses cinq sélections, il a été titulaire à trois reprises.

## Palmarès
Fredrikstad FK
- Vainqueur de la Coupe de Norvège (1) : 2006